# Quattro inverni
Quattro inverni è un singolo della cantante italiana Ariete, pubblicato il 12 gennaio 2024 come quarto estratto dal secondo album in studio La notte.

## Tracce
Testi e musiche di Arianna Del Giaccio.
1. Quattro inverni – 2:32